# Stazione di Gavonata
La stazione di Gavonata era una fermata ferroviaria posta sulla linea Alessandria-San Giuseppe. Era posta nei pressi del centro abitato di Gavonata, nel territorio comunale di Cassine.

## Storia
La fermata di Gavonata venne attivata l'11 novembre 1923.

## Strutture e impianti
La fermata, posta alla progressiva chilometrica 17+702, contava il solo binario passante servito da marciapiede. Non fermano treni e risulta dismessa.